# Jean-Marie Leclair le cadet
Pour son frère, voir Jean-Marie Leclair.
Pour l’article ayant un titre homophone, voir Jean-Marie Leclerc.
Pour les articles homonymes, voir Leclair.
Jean-Marie Leclair le cadet (1703 – 30 novembre 1777) est un compositeur français et le frère cadet du plus connu Jean-Marie Leclair l'aîné. Un troisième frère s'appelait Pierre.
Sa production musicale comprend plusieurs œuvres pour deux violons. En 1733, il produit Le Rhône et la Saône, pièce vocale. Les publications comprennent son Opus 1 (1739) et Opus 2 (1750).